# Symbolleiste

Zwei Symbolleisten im Firefox-Browser unter der Menüleiste

Eine Symbolleiste, auch Werkzeugleiste oder (englisch) Toolbar genannt, ist ein Steuerelement einer grafischen Benutzeroberfläche. Sie wird dargestellt als waagerechte oder senkrechte Leiste mit kleinen, häufig bebilderten Schaltflächen, die als erweiternde Elemente der Menüführung von Programmen mit grafischer Benutzeroberfläche dienen.

## Weitere Details
Mit Werkzeugleisten wird in vielen Programmen ein Schnellzugriff auf bestimmte, häufig verwendete, Funktionen ermöglicht, da per einfachem Mausklick auf die Symbole (Icons) die wichtigsten Funktionen, wie etwa das Speichern, Drucken oder Kopieren schnell verfügbar sind. Eine sehr bekannte Symbolleiste stellt die Taskleiste von Microsoft Windows dar.
Bei der Einführung von Symbolleisten stellte sich die Frage, wie man die Schaltflächen dem Benutzer am besten erklären kann. Dazu wurden zuerst Balloon Helps eingesetzt, die aber schnell durch Tooltips ersetzt wurden.
Je nach Implementierung können neben Schaltflächen auch andere Steuerelemente wie Textfelder (z. B. Suchfelder) oder Kombinationsfelder (z. B. Schriftart-Auswahl) in eine Symbolleiste integriert werden.
Im Gegensatz zu den meist statischen Menüleisten lassen sich Werkzeugleisten häufig durch den Benutzer konfigurieren, um ihre Effektivität und den Nutzungskomfort zu erhöhen. Dabei können oft nicht nur Symbole eingefügt und entfernt werden, sondern auch weitere Symbolleisten erzeugt werden. Bei mehreren Symbolleisten ist es zudem oft möglich, die Anordnung der einzelnen Symbolleisten zu ändern. In manchen Programmen können Symbolleisten abgedockt und in einem eigenen Werkzeugfenster (englisch Tool Window) angezeigt werden.

## Browser-Symbolleisten
Eine Sonderstellung nehmen Symbolleisten in Webbrowsern ein, wie z. B. die Google-Toolbar. Hiermit lassen sich Sonderfunktionen der gebräuchlichsten Browser (wie z. B. das Zoomen der aktuellen Seite oder das Löschen von Cookies) sowie Links zu Webseiten des Anbieters schnell und direkt aufrufen. In den 2000er-Jahren boten alle großen Suchmaschinen und andere Websites Symbolleisten zur direkten Nutzung ihrer Dienste an – jedoch sind solche Angebote in den meisten Fällen auch Spyware, da sie Angaben über das Surfverhalten des Benutzers an den Herausgeber senden.
Eine spezielle Art einer Symbolleiste ist die sogenannte Sidebar, die durch die seitliche Anordnung in der Regel breiter ist und dadurch mehr Funktionen unterbringen kann.
Eine Reihe unseriöser Anbieter programmiert und vertreibt Symbolleisten, die sich massiv in das Betriebssystem des Benutzers einnisten, um permanent z. B. Pop-up-Fenster zu öffnen oder die Startseite dauerhaft zu ändern, mit dem Ziel, aggressiv kommerzielle Websites zu bewerben. Man spricht in diesem Fall von Browser-Hijackern und Spyware. Eine Deinstallation war oft nur mit spezieller Software möglich, inzwischen bieten die Browser Möglichkeiten an, solche Symbolleisten dauerhaft zu deaktivieren.

## Programmierung

### C#
Das folgende Beispiel in der Programmiersprache C# zeigt die Implementierung eines Hauptfensters mit einer Toolbar, die drei Schaltflächen enthält. Das Klick-Ereignis der Schaltflächen jeweils mit einer Ereignisbehandlungsroutine verknüpft, die ein Fenster öffnet (siehe Ereignis).
```
using
 
System.Windows.Forms
;

public
 
class
 
MainForm
 
:
 
System
.
Windows
.
Forms
.
Form

{

	
// Konstruktor des MainForms.

	
public
 
MainForm
()

	
{

		
InitializeButtons
();

	
}

	
// Startet die Anwendung und erzeugt das MainForm durch Aufruf des Konstruktors.

    
public
 
static
 
void
 
Main
()

    
{

        
Application
.
Run
(
new
 
MainForm
());

    
}

	
// Initialisiert das Toolbar.

	
private
 
void
 
InitializeToolbar
()

	
{

		
// Erzeugt ein Toolbar mit 3 Toolbar Buttons.

		
ToolBar
 
newToolBar
 
=
 
new
 
ToolBar
();

		
ToolBarButton
 
openToolBarButton
 
=
 
new
 
ToolBarButton
();

		
ToolBarButton
 
saveToolBarButton
 
=
 
new
 
ToolBarButton
();

		
ToolBarButton
 
searchToolBarButton
 
=
 
new
 
ToolBarButton
();

		
SuspendLayout
();

		
newToolBar
.
SuspendLayout
();

		
openToolBarButton
.
Text
 
=
 
"Öffnen"
;

		
saveToolBarButton
.
Text
 
=
 
"Speichern"
;

		
searchToolBarButton
.
Text
 
=
 
"Suchen"
;

		
// Fügt die Toolbar Buttons dem Toolbar hinzu.

		
newToolBar
.
Buttons
.
Add
(
openToolBarButton
);

		
newToolBar
.
Buttons
.
Add
(
saveToolBarButton
);

		
newToolBar
.
Buttons
.
Add
(
searchToolBarButton
);

		
Controls
.
Add
(
newToolBar
);

		
newToolBar
.
ResumeLayout
(
false
);

		
newToolBar
.
PerformLayout
();

		
ResumeLayout
(
false
);

		
PerformLayout
();

		
// Verknüpft die Ereignisbehandlungsmethode mit dem Klick-Ereignis der Toolbar Buttons.

		
newToolBar
.
ButtonClick
 
+=
 
new
 
ToolBarButtonClickEventHandler
(
ToolBar_ButtonClick
);

	
}

	
// Diese Methode wird aufgerufen, wenn der Benutzer auf einen Toolbar Button klickt.

	
private
 
void
 
ToolBar_ButtonClick
(
object
 
sender
,
 
System
.
Windows
.
Forms
.
ToolBarButtonClickEventArgs
 
e
)

	
{

		
Form
 
newForm
 
=
 
new
 
Form
();
 
// Erzeugt ein neues Fenster durch Aufruf des Standardkonstruktors.

		
newForm
.
Text
 
=
 
e
.
Button
.
Text
;
 
// Setzt die Beschriftung des Fensters gleich der Beschriftung des angeklickten ToolBarButton.

		
newForm
.
ShowDialog
();
 
// Zeigt das Fenster als modaler Dialog an.

	
}

}

```